# Sirše
Sirše je priimek, ki ga je po podatkih Statističnega urada Republike Slovenije 1. januarja 2022 uporabljajo 71 oseb, od tega največ v Savinjski regiji.

## Znane osebnosti
- Janez Sirše (* 1950), slovenski ekonomist in politik
- Tilen Sirše (* 1990), slovenski sankač